# محمد اوزدویف
محمد اوزدویف (روسی: Магомед Мустафаевич Оздоев؛ زادهٔ ۵ نوامبر ۱۹۹۲) بازیکن فوتبال اهل روسیه است.
از باشگاه‌هایی که در آن بازی کرده‌است می‌توان به باشگاه فوتبال لوکوموتیو مسکو و باشگاه فوتبال روبین کازان اشاره کرد.
وی همچنین در تیم‌های ملی فوتبال زیر ۲۱ سال روسیه، و روسیه بازی کرده‌است.